# Nike (Vorname)
Nike ist ein weiblicher Vorname griechischen Ursprungs. Er ist abgeleitet von der griechischen Göttin des Sieges Nike. Eine alternative Schreibweise bei gleicher Aussprache ist Nyke.

## Namensträgerinnen
- Nike Bent (* 1981), schwedische Skirennfahrerin
- Nike Fuhrmann (* 1974), deutsche Theater- und Fernsehschauspielerin
- Nike van der Let (* 1985), österreichische Schauspielerin, Sprecherin, Sängerin, Songwriterin, Lyrikerin und Autorin
- Nike Lorenz (* 1997), deutsche Hockey-Nationalspielerin
- Nike Mahlhaus (* ≈1993), deutsche Umweltschützerin
- Nike Martens (* 1985), deutsche Schauspielerin
- Nike Seitz (* 2004), deutsche Kinderdarstellerin
- Nike Tiecke (* 1994), deutsche Sopranistin und Musicaldarstellerin
- Nike Wagner (* 1945), Urenkelin von Richard Wagner
- Nike Wessel (* 1981), Sprecherin der Grünen Jugend (2005–06)
- Nike Winter (* 1989), österreichische Fußballspielerin
- Nyke Slawik (* 1994), deutsche Politikerin (Bündnis 90/Die Grünen)